# Runaway Kids
Runaway Kids ist eine 2005 unter dem Namen Betrayal gegründete, US-amerikanische Hardcore-Band. Nach mehreren Besetzungswechseln ist Gitarrist Sean Chamilian das einzig verbliebene Gründungsmitglied der Band.

## Geschichte
Runaway Kids wurde 2005 unter dem Namen Betrayal von Brendan Foley (Gesang), Sean Chamilian (Gitarre), Andrew Adolph (Bass) und Cayle Sain (Schlagzeug) im kalifornischen San Fernando gegründet. Im Juli 2008 band sich die Band vertraglich an das kalifornische Label Mediaskare Records. Dort wurde das Album The People's Fallacy veröffentlicht, allerdings nur als Download über iTunes und den Labelshop.
Im April 2011 erschien das Album Abandonment. Im August 2011 tourte die Gruppe mit Bury Your Dead und For the Fallen Dreams durch Europa. Diese Tour führte durch Deutschland, Italien, Österreich, Belgien und das Vereinigte Königreich.
Gemeinsam mit Walls of Jericho, Death Before Dishonor und Hundredth spielten Betrayal 2012 auf der Hell on Earth Tour. Im Oktober und November 2012 folgte eine Tournee durch die Vereinigten Staaten als Vorgruppe für Vanna, die ihr Album The Few and the Far Between mit dieser Konzertreise bewarben. Weitere an der Tour teilnehmende Gruppen waren Alpha & Omega und The Greenery. Die US-Konzertreise hieß Home Is Where I Roam.
Im August 2013 tourte die Gruppe als Co-Headliner mit King Conquer durch den Osten der Vereinigten Staaten. Auf ausgewählten Shows waren entweder Seeker oder To Each His Own als Vorgruppe zu sehen. Im Oktober 2013 tourte die Band gemeinsam mit Coldburn als Support für Your Demise auf deren Abschiedstournee durch Deutschland, Belgien, Portugal und die Niederlande. Zurzeit arbeitet die Gruppe an einem neuen Album.
Im Juli 2014 wurde Schlagzeuger Toni Ramirez in Vancouver wegen Besitzes und Vertrieb von kinderpornographischen Inhalten verhaftet.
Im März 2015 benannte sich die Band in Runaway Kids um.

## Stil
Betrayal spielen Hardcore, der teilweise vom Metal beeinflusst wird. In der Szene bezeichnet man diese Verschmelzung als Metalcore.

## Diskografie
- 2015: Better Days (EP, Mediaskare Records)

### Als Betrayal
- 2008: The People's Fallacy (Mediaskare Records)
- 2011: Abandonment (Mediaskare Records)